# Bronislaw Kaminski
Pour les articles homonymes, voir Kaminski.
Bronislaw Wladislawowitsch Kaminski (graphie allemande du russe : Бронислав Владиславович Каминский, Bronislav Vladislavovitch Kaminski, né le 16 juin 1899 à Vitebsk, en Biélorussie et mort le 28 août 1944 à Łódź, en Pologne), est un criminel de guerre, le chef de la Brigade Kaminski (russe : Бригада Каминского, aussi appelée armée de libération nationale de la Russie, Русская Освободительная Народная Армия en russe), une milice russe alliée à la Wehrmacht qui combattait à ses côtés contre les troupes soviétiques, avant de devenir une division de la Waffen-SS.

## Biographie
Bronislaw Kaminski a des origines polonaises par son père et allemandes par sa mère ; lui-même se considère russe. Il naît à Vitebsk dans le gouvernement de Vitebsk. En 1917, il entre à l'Institut polytechnique Pierre-le-Grand de Petrograd, mais bientôt rejoint l'Armée rouge et devient membre du parti communiste. Après la guerre civile il reprend ses études. Diplômé de l'Institut du génie chimique de Petrograd il travaille à l'usine de produits chimiques.
Critique à l'égard de la collectivisation il est chassé des rangs du parti communiste en 1935. Arrêté en 1937, il est déporté dans l'oblast d'Omsk, puis transféré à Chadrinsk dans l'oblast de Kourgan.
Le 28 mars 1940, il devient agent du NKVD de la section de traitement des affaires trotskistes de Chadrinsk. Libéré au début de 1941, il est assigné à résidence à Lokot dans l'oblast de Briansk.
Lorsque la République de Lokot est formée dans une partie du territoire de l'URSS, occupée par les forces armées allemandes à l'époque de la Seconde Guerre mondiale on le nomme adjoint du maire Konstantin Voskoboïnik. Le 19 août 1942, après la mort au combat de Voskoboïnik, le général Rudolf Schmidt, commandant la 2e Panzerarmee, nomme Bronislaw Kaminski au poste de nouveau maire de la République Lokot, qui exista jusqu'en août 1943. Leonid Rein dans son livre The Kings and the Pawns: Collaboration in Byelorussia during World War II écrit que l'historien allemand Rolf Michaelis (Russen in der Waffen-SS, 2002, Berlin) avance l'idée que Kaminski n'était pas étranger à la mort de Voskoboïnik. 
Kaminski commandait une milice qui atteignit les 20 000 hommes. Elle fut intégrée début 1944 dans la Waffen-SS par Himmler pour devenir la 29e Waffen-Grenadier-Division de la SS (russische Nr. 1). Elle se fera tristement remarquer lors de sa participation au massacre de Wola et à la destruction de Varsovie où ses membres feront preuve d'une extrême cruauté puisque Kaminski avait donné à ses hommes la permission d'égorger et piller. Kaminski lui-même s'est entièrement concentré sur la collecte d'objets de valeur volés dans des maisons de civils. 
Dix mille habitants de Varsovie seront massacrés dans le massacre d'Ochota, la plupart assassinés par les hommes de Kaminski. Ayant fait main basse sur une riche moisson de biens, Kaminski et ses troupes avaient bien l'intention de ne rien remettre aux Allemands. Pour ce crime, Kaminski est arrêté secrètement par les Allemands à Łódź, en août 1944, traduit devant une cour martiale, condamné à mort et exécuté. Mais les hommes de Kaminski ayant rejeté les explications des Allemands selon lesquelles Kaminski serait mort dans une embuscade perpétrée par les Polonais, la Gestapo, à titre de preuve, a pris la voiture de Kaminski, l'a poussée dans un fossé, l'aspergeant de tirs de mitraillette et répandant du sang d'oie dessus. Démoralisée, l'unité a rapidement quitté la ville pour se cantonner au nord, loin de toute activité partisane.

## Décorations reçues
- Croix de fer 1re classe (27 janvier 1944)
- Croix de fer 2e classe (27 janvier 1944)
- Insigne anti-partisan (31 juillet 1944)
- Médaille Ostvolk (1944)
- Médaille Ostvolk 2e classe (1944)